# محمد علي جادين
سياسي ومفكر ومترجم سوداني، أحد مؤسسي حزب البعث العربي الاشتراكي في السودان، و أول أمين عام مُنتخب للحزب في العام 1975م، أسس بعد انشقاقه عن رفاقه من البعثيين السودانين حزب البعث السوداني في العام ١٩٩٨م.

## حياته الشخصية والمهنية
ولد في قرية التي في ولاية الجزيرة بوسط السوداني في العام ١٩٤٢، وتخرج من جامعة الخرطوم في منتصف الستينات حين ألتحق مباشرة بوزارة المالية، تدرج بالوزارة إلى أن وصل إلى وكيل ثاني، وبقي بها حتى تم فصله لأسباب سياسية أيام حكومة جعفر نميري في العام 1979م وتم اعتقاله في نفس العام وحتى اخرجته الجماهير في انتفاضة مارس أبريل المجيدة في العام ١٩٨٥.لم يتزوج طوال حياته وبقي عازباً حتى مماته.

## نشاطه السياسي
انخرط في العمل السياسي منذ سنواته الجامعية حيث شارك مع آخرين في تشكيل تحالف يضم الاشتراكيين القوميين، ومن ثم ساهم في تأسيس حزب البعث العربي الاشتراكي في السودان تحت القيادة القومية العراق في العام 1974م، وتم انتخابه كأول أمين عام للمؤسسة الوليدة في العام 1975م. قاد سجالاً فكرية طويلاً مع رفاقه في الحزب منذ فترة الثمانينات، حيث ارتبطت إطروحاته حول التخلص من قيود القيادة القطرية في العراق، الديمقراطية، إلى جانب نظرته المختلفة لقضايا السودان وفهم واقع اختلافه وتميزه، وخاض في سبيل هذه الإطروحات معارك فكرية ضخمة وطويلة تمخض عنها انشقاقه عن الحزب في العام 1996م، ليؤسس لاحقاً حزب البعث السوداني في عام ١٩٩٨م هو ومعه العديد من البعثيين منهم الراحل عبد العزيز حسين الصاوي ويحى الحسين الذي يتولى قيادة الحزب حاليا والراجل عبد الله صالح (راشد) ومحمد وداعة ومجذوب العيدروس ومحمدعتيق وشريف يس وضياء الدين ميرغني وآخرين.
إنتاجاته الفكرية:-
- كتاب البعث وقضايا النضال الوطني في السودان
- بدر الدين مدثر (جزءان) بمشاركة راشد وبكري خليل
- الديمقراطية والهوية والوحدة الوطنية
- صفحات من تاريخ تيار حزب البعث في السودان
- الحركة العمالية في السودان
- معا على دروب النضال المشترك مع سعيد حمور وبدر الدين مدثر وإسحاق شداد
- الثورة المهدية مشروع رؤية جديدة بالاشتراك مع عبد العزيز حسين الصاوي
- تقييم التجربة الديمقراطية الثالثة في السودان
- مناقشات حول الديمقراطية والوحدة الوطنية

مراجعات نقدية لحزب البعث في السودان 
- دراسات في الاقتصاد السوداني بالاشتراك مع معاوية الأمين
- تقديم كتاب دارفور إقليم العذابات
- ترجمة مذكرات الفريق جوزيف لاقو
- ترجمة كتاب زراعة الجوع في السودان لتيسير محمد أحمد
- ترجمة كتابة السلطة والثروة لتيم نبلوك مع الفاتح التجاني
- ترجمة كتاب أفارقة بين عالمين لفرانسيس دينق
- تاريخ الفكر السياسي في جنوب السودان لجون قاي نوت
- ترجمة ثورة جبال الاستوائية لجون قاي نوت
- ترجمة مشكلة الهوية في السودان لفرانسيس دينق
- ترجمة فردوس الامبريالية لروفائيل كوبا بادال
- وله العديد من المقالات في الصحف السودانية والعربية والمجلات الفكرية الصادرة من مركز دراسات الوحدة العربية ومجلة المستقبل العربي.

يستعد رفاقه لافتتاح مركز باسمه تحت اسم مركز محمد علي جادين للفكر والثقافة. وقد أصدر المركز أول مطبوعات باسم محمد علي جادين الفكر والموقف. 

## وفاته
في 16 يونيو من العام 2016 م